# Legyezőfarkú kakukk
A legyezőfarkú kakukk (Cacomantis flabelliformis) a madarak osztályának kakukkalakúak (Cuculiformes) rendjébe, ezen belül a kakukkfélék (Cuculidae) családjába tartozó faj.

## Rendszerezése
A fajt John Latham angol ornitológus írta le 1801-ben, a Cuculus nembe Cuculus flabelliformis néven.

## Alfajai
- Cacomantis flabelliformis excitus Rothschild & Hartert, 1907
- Cacomantis flabelliformis flabelliformis (Latham, 1802)
- Cacomantis flabelliformis pyrrophanus (Vieillot, 1817)
- Cacomantis flabelliformis schistaceigularis Sharpe, 1900
- Cacomantis flabelliformis simus (Peale, 1848)[2]

## Előfordulása
Ausztrália, Fidzsi-szigetek, Indonézia, Új-Kaledónia, Új-Zéland, Pápua Új-Guinea, a Salamon-szigetek és Vanuatu területén honos. 
A természetes élőhelye szubtrópusi és trópusi hegyi esőerdők, mangroveerdők, mérsékelt övi erdők és cserjések. Vonuló faj.

## Megjelenése
Testhossza 26 centiméter, testtömege 44-58 gramm.
|  |

## Életmódja
Legfőképp rovarokkal táplálkozik, különösen szőrös hernyókkal, de pókokat is fogyaszt.

## Szaporodása
Fészekparazita, mint a legtöbb kakukkfaj.

## Természetvédelmi helyzete
Az elterjedési területe rendkívül nagy, egyedszáma pedig stabil. A Természetvédelmi Világszövetség Vörös listáján nem fenyegetett fajként szerepel.